# Ashley Fink

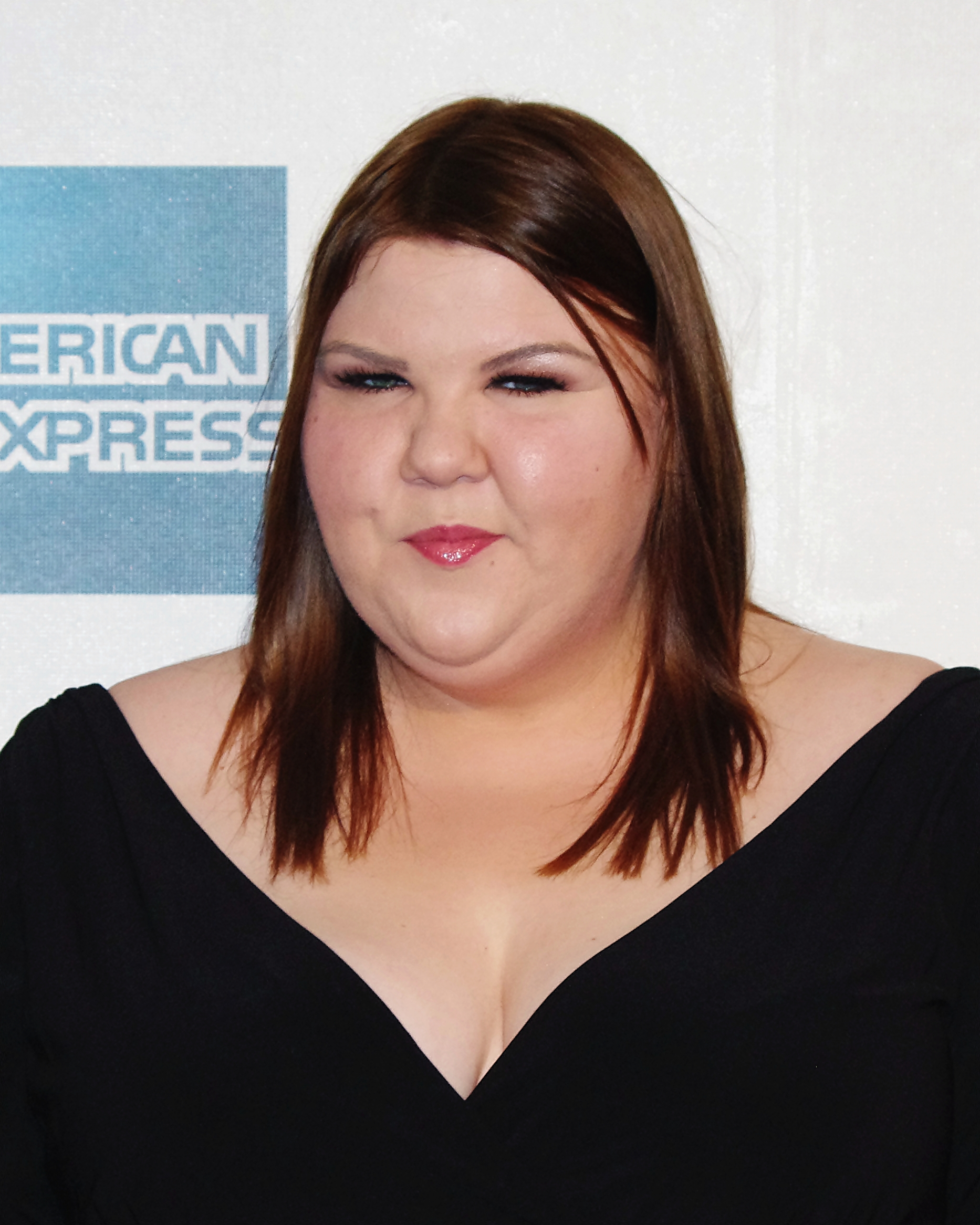
Ashley Fink (2012)

Ashley Fink (* 20. November 1986 in Houston, Texas) ist eine US-amerikanische Schauspielerin und Sängerin, die durch die Rolle der Lauren Zizes in der Serie Glee bekannt geworden ist. 

## Leben und Karriere
Fink wurde in Houston geboren und wuchs mit drei Schwestern auf. Erste Auftritte hatte sie bereits mit vier Jahren. Nachdem ihre Familie nach Los Angeles zog, war es ihr möglich, als Schauspielerin zu arbeiten. Sie besuchte eine Schauspielschule und verkörperte dort bereits mehrere Hauptrollen in verschiedenen Produktionen, u. a. in Der Zauberer von Oz.
Seitdem war sie in mehreren Serien in Gastrollen zu sehen, bevor sie in Glee, an der Seite von Chris Colfer, in einer wiederkehrenden Rolle zu sehen war. Zu ihren Auftritten in Filmen zählt u. a. Du schon wieder.

## Filmografie (Auswahl)
- 2005: Emergency Room – Die Notaufnahme (Emergency Room, Fernsehserie, Episode: 12x05)
- 2006: Gilmore Girls (Fernsehserie, Episode: 7x04)
- 2007: Dakota Blue (Fernsehserie, Episode: 1x01)
- 2009–2015: Glee (Fernsehserie, 25 Episoden)
- 2010: Huge (Fernsehserie, 6 Episoden)
- 2010: Du schon wieder (You Again)
- 2012: Austin & Ally (Fernsehserie, 2 Episoden)
- 2014–2016: TripTank (Fernsehserie, 12 Episoden, Stimme)
- 2015: Criminal Minds (Fernsehserie, Episode: 11x03)
- 2016: Accidental Engagement
- 2017: Englishman in L.A: The Movie
- 2019: What/If (Fernsehserie, Episode 1x07)
- 2019: The Turkey Bowl
- 2020: The Opening Act
- 2020: Navy CIS: L.A. (NCIS Los Angeles, Fernsehserie, Episode 12x03)
- 2024: Lake George